# Edward Belcher
L'almirall Sir Edward Belcher, KCB, (Halifax, Nova Escòcia, 27 de febrer de 1799 — Londres, 18 de març de 1877) va ser un oficial naval i explorador britànic. Era besnet del governador Jonathan Belcher (1682-1757) i fill d'Andrew Belcher, un comerciant de Halifax. La seva esposa, Diana Jolliffe, era fillastra del capità Peter Heywood, amotinat durant el motí del Bounty.

## Biografia
Edward Belcher entrà a la Royal Navy de ben jove, amb sols 13 anys, el 1812. El 1825 formà part, com a topògraf, de l'expedició de Frederick William Beechey al Pacífic i l'estret de Bering. Posteriorment comandà un vaixell que estudià les costes del nord i oest d'Àfrica i els mars britànics.
El 1833 es va casar amb Diana Jolliffe, i el 1836 assumí l'obra que Beechey havia deixat inacabada a la costa del Pacífic de Sud-amèrica. Això va ser a bord de la bombarda HMS Sulphur, a la qual se li va ordenar que tornés a Anglaterra el 1839 per la ruta transpacifica. Belcher va fer diverses observacions a una sèrie d'illes que visità, cosa que el retardà i va fer que fos enviat a la guerra de la Xina de 1840-1841.
El 1841 el llavors comandant Belcher arribà a Possession Point, a la costa nord de l'illa de Hong Kong i va fer el primer estudi britànic del port de Hong Kong. En acabar la guerra, el 1842, va arribar a casa i pels seus servies prestats fou nomenat Knight Bachelor l'any següent. Llavors fou assignat al HMS Samarang per fer estudis topogràfics a les Índies Orientals, Filipines, Geomun-do (Port Hamilton) i altres indrets, fins al 1847.
El 1852 va rebre el comandament d'una expedició, formada per cinc vaixells, que havia d'anar a l'Àrtida a la recerca de Sir John Franklin, desaparegut des de 1845. La recerca no va tenir èxit; la incapacitat de Belcher per fer-se proper amb els seus subordinats i el no estar adaptat al comandament de vaixells entre el gel fou especialment desafortunada en un viatge a l'Àrtida.
Belcher va dividir les seves forces, enviant el HMS Resolute, sota les ordres de Henry Kellett, i el seu vaixell de suport, el HMS Intrepid, cap a l'oest a través de l'estret de Barrow, cap a l'illa de Melville. El 1852 rescataren Robert McClure i els homes del HMS Investigator, atrapats a la badia Mercy. Els estius de 1853 i 1854 les condicions del gel impediren avançar els vaixells de Kellett, i ni tan sols pogueren tornar a l'illa de Beechey, la base de Belcher. El HMS Assistance, el vaixell de Belcher, i el seu vaixell de suport, el HMS Pioneer, liderat per Sherard Osborn, anaren cap al nord, travessant el canal de Wellington l'agost de 1852. Van fer algunes observacions, reconeixements i descobriments però van quedar atrapats pel gel el 1853 i 1854. Belcher es negà a ser assessorat per experts navegants de l'Àrtida, com Sherard Osborn i per això quedà atrapat.
L'estiu de 1854, Belcher ordenà abandonar tots els vaixells, fent cas omís de les objeccions de Kellett. Quatre dels cinc vaixells (els HMS Resolute, Pioneer, Assistance i Intrepid) quedaren abandonats i les tripulacions tornaren cap a casa en vaixells de transport que els esperaven a l'illa de Beechey. En tornar a Anglaterra Belcher fou jutjat per haver abandonat els vaixells, però fou absolt. El HMS Resolute finalment fou alliberat del gel per James Buddington, capità d'un balener estatunidenc.
Després del seu darrer servei en actiu va ser nomenat cavaller comandant de l'orde del Bany (KCB) el 1867 i almirall el 1872.

## Reconeixements
Belcher és recordat a Hong Kong a través del carrer de Belcher, la badia de Belcher i el complex d'edificis The Belcher's a Kennedy Town. Les illes Belcher, a la badia de Hudson també són en record seu.

## Obres
Belcher publicà a Treatise on Nautical Surveying (1835), Narrative of a Voyage round the World performed in H.M.S. Sulphur, 1836-1842 (1843), Narrative of the Voyage of H.M.S. Samarang during 1843-1846 (1848; the Zoology of the Voyage was separately dealt with by some of his colleagues, 1850), i The Last of the Arctic Voyages (1855); a més d'obres menors, incloent la novel·la Horatio Howard Brenton (1856).